# 윈텔
윈텔(Wintel)은 마이크로소프트 윈도우의 Windows와 인텔의 Intel의 합성어이다.
이 용어는 인텔 x86 아키텍처와 윈도가 대부분의 PC 시장을 차지하고 있는 것을 일컫는 말이다. 즉 PC(정확히 말하자면 IBM 호환 PC)의 주된 구성 요소인 운영 체제와 CPU 기준에서 마이크로소프트의 윈도우와 인텔의 x86 CPU의 결합을 말하는 것이다. 시장에서는 종종 시장 독점적인 이 결합에 대하여 비판적으로 사용하기도 한다.
윈텔의 범주에 들지 않는 것은 윈도 운영 체제를 사용하지 않는 개인용 컴퓨터, 즉 리눅스와 같은 공개 소프트웨어를 운영 체제로 사용하는 PC나 애플의 컴퓨터, 그리고 인텔 이외의 제조사(AMD 등)가 만든 CPU를 사용하는 컴퓨터 등이 될 수 있다.
PDA와 같은 컴퓨팅 영역에서는 윈텔의 강세가 거의 없으므로, 윈텔은 PC 시장을 중심으로 언급되는 내용이다.

## 배경
1981년 당시의 최대 컴퓨터 기업이었던 IBM은 12명에게 1년의 기간을 주며 개인용 컴퓨터를 만들도록 하여 IBM PC를 만들게 된다. 그때까지도 IBM은 이 PC의 미래가 어떻게 될지 알지 못하는 상황이었다. 이러한 미래에 대한 확신 부족과 시간 부족 등은 다른 컴퓨터 제품들(미니컴퓨터 등 기존에 IBM이 시장에 내놓고 있던)과는 달리, 외주를 선택하게 된다.
당시의 시장에서는 운영 체제는 CP/M, 그리고 CPU로는 모토로라의 68000 계열이 압도적인 우세였다. 이들은 IBM의 요청에 맞는 제품을 공급할 생각이 없었다. 물론 가격에 대한 의견차가 컸으리라는 것이 일반적인 시장의 의견이었다. 결국 IBM은 인텔과 마이크로소프트를 선택하게 된다.
당시만 해도 마이크로소프트는 설립된 지 얼마 되지 않았고, 시장에서도 운영 체제로서는 알려지지 않은 작은 기업이었다. IBM은 이들의 MS-DOS를 PC-DOS로 납품받아 자사의 PC에 탑재하였다.
IBM은 애플과는 달리 PC의 아키텍처를 공개함으로써 PC 시장의 폭발적인 성장세를 불러왔다. 그것은 동시에 IBM으로서는 시장에 대한 지배력을 잃게 되는 결정이 되었다. 이제 PC 시장은 IBM PC 시장에서 IBM 호환 PC 시장으로 진보하게 된다.

## 윈텔의 시장지배
IBM의 시장 지배력 상실은 곧 다양한 PC제조업체의 등장이란 의미이다. 컴팩을 비롯한 많은 업체들이 더 싸고 성능좋은 PC들을 시장에 내어놓게 되면서, PC 시장의 초점은 운영 체제와 CPU로 옮겨지게 된다.
IBM은 이 와중에 독자적인 사양을 갖춘 PC(PS/2)와 운영 체제(OS/2)를 내놓고 시장의 지배력을 강화하고자 하는 시도를 하게 되지만, 결과는 참담한 패배로 끝나게 된다.
마이크로소프트가 PC 시장에서의 지배력을 강화하고 애플을 따라잡기 위하여 자사 운영 체제를 그래픽 사용자 인터페이스(GUI)인 윈도로 이행하게 되면서, 과거에는 그다지 큰 영향을 미치지 않았던 CPU의 성능이 중요한 과제로 대두되었다. 인텔은 여기에서 아주 중요한 역할을 하게 되는데, GUI의 구현에 필요한 성능을 제공하게 되는 것이다. 윈도 운영 체제는 시스템 요구사항으로 인텔의 특정 CPU를 지명하게 된다. 이것은 새로운 운영 체제의 출시와 새로운 CPU의 출시가 비슷한 시점에 이루어지게 되는 양상으로도 드러난다.
마이크로소프트가 점점 시장 지배력을 키워가는 동안, 인텔은 AMD와 같은 새로운 경쟁자와 겨루게 된다. 마이크로소프트가 인텔과 지속적으로 좋은 관계만을 가져온 것은 아니며, AMD와 마이크로소프트와의 관계는 그 단적인 예이다.
지금도 윈도 운영 체제와 인텔의 CPU는 PC 시장에서 가장 강력한 조합이다.

## 같이 보기
- 애플-인텔 아키텍처
- 맥의 인텔 프로세서로의 전환
- IBM PC 호환기종
- 포켓 PC
- 윈도우 모바일
- 네트워크 효과
- 컴퓨팅 플랫폼
- 파워PC
- 사실상 표준